# Zaskale (Urzuty)
Zaskale – część wsi Urzuty w Polsce położona w województwie świętokrzyskim, w powiecie kazimierskim, w gminie Opatowiec.
W latach 1975–1998 Zaskale należało administracyjnie do województwa kieleckiego.